# Matrimonio igualitario en Seychelles
Seychelles no reconoce los matrimonios igualitarios ni las uniones civiles entre personas del mismo sexo. El Código Civil de Seychelles no contempla el reconocimiento de este tipo de uniones, y la Constitución del país otorga al Estado la facultad de restringir el matrimonio a personas de distinto sexo.

## Historia

### Antecedentes
Las relaciones sexuales entre personas del mismo sexo estaban prohibidas anteriormente en Seychelles por una ley de la época colonial. Dicha ley establecía una pena de hasta 14 años de prisión por mantener relaciones sexuales consensuadas y privadas entre personas del mismo sexo, aunque nunca se llegó a aplicar. En 2016 se promulgó una ley que derogó la criminalización de la homosexualidad. Las leyes que prohíben la discriminación por orientación sexual y una sociedad relativamente más acogedora y tolerante que en otros países africanos han consolidado a Seychelles como uno de los países más favorables a las personas LGBT en África.
En junio de 2015, una pareja del mismo sexo —un ciudadano británico y un ciudadano seychelense con doble nacionalidad británica— contrajo matrimonio en la residencia de la Alta Comisionada Lindsay Skoll, en Bel Air. El matrimonio se celebró conforme a la legislación británica y no tiene reconocimiento legal en Seychelles. El fiscal general, Ronny Govinden, declaró: «No los consideramos casados y su matrimonio no tiene ningún efecto legal. Por ejemplo, si desean adoptar, no podrán hacerlo como pareja casada. Si uno de ellos fallece... en cuanto a las leyes de herencia... la persona sobreviviente no será considerada cónyuge, y si hay una pensión, no tendrá derecho a recibir ningún beneficio». El matrimonio generó controversia y fue criticado por algunos líderes religiosos. El obispo Denis Wiehe afirmó que la boda causaría «un estado de completa confusión en la mente de nuestros conciudadanos». El secretario principal de Asuntos Exteriores de Seychelles, Maurice Loustau-Lalanne, calificó la ceremonia de matrimonio como «una falta de sensibilidad». Por su parte, la Alta Comisión Británica declaró que los dos hombres «tenían pleno derecho a casarse ante un funcionario británico competente en territorio británico». «Si el gobierno de Seychelles hubiera denegado el permiso, no se habría ofrecido este servicio. La Alta Comisión Británica respeta plenamente las leyes, la cultura, las creencias y los valores de la República de Seychelles». Además, señaló que «solicitó y obtuvo el permiso [del gobierno] para llevar a cabo este servicio».

### Restricciones
El matrimonio en Seychelles estuvo regulado anteriormente por la Ley del Estado Civil de 1980 (en francés: Loi de 1980 sur l'état civil; en criollo seychelense: Lalwa Leta Sivil 1980). Esta ley no prohibía expresamente los matrimonios entre personas del mismo sexo ni contenía una definición clara de matrimonio. Sin embargo, se refería generalmente a los cónyuges como «hombre» y «mujer» y utilizaba un lenguaje específico de género al hablar de las personas casadas. El Código Civil de Seychelles, que actualmente regula los requisitos y el proceso de solicitud para quienes deseen contraer matrimonio, tampoco incluye una definición explícita de matrimonio. No obstante, establece que un matrimonio es nulo si «las partes del matrimonio no eran respectivamente hombre y mujer». Como resultado, las parejas del mismo sexo no pueden casarse en Seychelles ni acceder a los derechos, beneficios y obligaciones legales del matrimonio, como la protección frente a la violencia doméstica, los derechos de adopción, los beneficios fiscales y los derechos hereditarios, entre otros. Las uniones civiles (en francés: union civile, pronunciado [ynjɔ̃ sivil]; en criollo seychelense: linyon sivil), que podrían otorgar una parte de los derechos y beneficios del matrimonio, tampoco están reconocidas en Seychelles.

El artículo 32(1) de la Constitución de Seychelles describe a la familia como «el elemento natural y fundamental de la sociedad» y reconoce «el derecho de toda persona a formar una familia». No obstante, el artículo 32(2) establece:
El derecho contenido en el inciso (1) puede estar sujeto a las restricciones que prescriba la ley y que sean necesarias en una sociedad democrática, incluyendo la prevención del matrimonio entre personas del mismo sexo o entre personas con determinados grados de parentesco.
En julio de 2022, activistas se reunieron con el presidente Wavel Ramkalawan para debatir la posibilidad de legalizar el matrimonio entre personas del mismo sexo. «Hablamos sobre todo de personas que ya están casadas en el extranjero, ya sea que ambos sean seychelenses o uno seychelense y el otro extranjero. El matrimonio se reconoce a nivel internacional, pero también queremos que se reconozca aquí en Seychelles», declaró la activista Sasha Alis.

## Postura religiosa
La Iglesia católica, la mayor denominación cristiana en Seychelles, se opone al matrimonio entre personas del mismo sexo y no permite que sus sacerdotes oficien este tipo de uniones. En diciembre de 2023, la Santa Sede publicó Fiducia supplicans, una declaración que autoriza a los sacerdotes católicos a bendecir a parejas que no se consideran casadas según la doctrina de la Iglesia, incluyendo a las parejas del mismo sexo.